# Liste des monuments historiques protégés en 1956
Cet article recense les monuments historiques français classés ou inscrits en 1956.

## Protections
| Édifice                                                      | Commune                     | Département          | Région                     | Protection     | Base Mérimée                         | Coordonnées                        | Image |
| ------------------------------------------------------------ | --------------------------- | -------------------- | -------------------------- | -------------- | ------------------------------------ | ---------------------------------- | ----- |
| Château de la Forêt de Viry                                  | Liernolles                  | Allier               | Auvergne-Rhône-Alpes       | inscrit        | « PA00093136 », notice no PA00093136 | 46° 24′ 33″ nord, 3° 48′ 32″ est   |       |
| Château des Rosiers                                          | Séchault                    | Ardennes             | Grand Est                  | Classé inscrit | « PA00078515 », notice no PA00078515 | 49° 16′ 58″ nord, 4° 44′ 47″ est   |       |
| Église Saint-Michel                                          | Espéraza                    | Aude                 | Occitanie                  | Classé inscrit | « PA00102679 », notice no PA00102679 | 42° 56′ 01″ nord, 2° 13′ 17″ est   |       |
| Chapelle des Pénitents bleus                                 | Narbonne                    | Aude                 | Occitanie                  | inscrit        | « PA00102792 », notice no PA00102792 | 43° 11′ 07″ nord, 3° 00′ 10″ est   |       |
| Château de l'Empéri                                          | Salon-de-Provence           | Bouches-du-Rhône     | Provence-Alpes-Côte d'Azur | classé         | « PA00081459 », notice no PA00081459 | 43° 38′ 23″ nord, 5° 05′ 50″ est   |       |
| Pierre Tournante                                             | Fresney-le-Puceux           | Calvados             | Normandie                  | classé         | « PA00111357 », notice no PA00111357 | 49° 03′ 23″ nord, 0° 21′ 48″ ouest |       |
| Dolmen de la Maison de la Vieille                            | Luxé                        | Charente             | Nouvelle-Aquitaine         | inscrit        | « PA00104401 », notice no PA00104401 | 45° 54′ 35″ nord, 0° 08′ 25″ est   |       |
| Église de Saint-Front                                        | Saint-Front                 | Charente             | Nouvelle-Aquitaine         | inscrit        | « PA00104500 », notice no PA00104500 | 45° 53′ 38″ nord, 0° 17′ 25″ est   |       |
| Crypte de Sainte-Blandine                                    | Bourges                     | Cher                 | Centre-Val de Loire        | classé         | « PA00096661 », notice no PA00096661 | 47° 04′ 41″ nord, 2° 24′ 10″ est   |       |
| Château de Culan                                             | Culan                       | Cher                 | Centre-Val de Loire        | classé         | « PA00096783 », notice no PA00096783 | 46° 32′ 47″ nord, 2° 21′ 08″ est   |       |
| Église Saint-Pierre de Sancerre                              | Sancerre                    | Cher                 | Centre-Val de Loire        | classé         | « PA00096894 », notice no PA00096894 | 47° 19′ 50″ nord, 2° 50′ 20″ est   |       |
| Château de Breniges                                          | Malemort-sur-Corrèze        | Corrèze              | Nouvelle-Aquitaine         | inscrit        | « PA00099794 », notice no PA00099794 | 45° 10′ 11″ nord, 1° 33′ 49″ est   |       |
| Hôtel de Berbis                                              | Dijon                       | Côte-d'Or            | Bourgogne-Franche-Comté    | classé         | « PA00112279 », notice no PA00112279 | 47° 19′ 19″ nord, 5° 02′ 34″ est   |       |
| Immeuble                                                     | Dinan                       | Côtes-d'Armor        | Bretagne                   | inscrit        | « PA00089137 », notice no PA00089137 | 48° 27′ 13″ nord, 2° 02′ 33″ ouest |       |
| Allée couverte de Ros-Vras                                   | Landebaëron                 | Côtes-d'Armor        | Bretagne                   | classé         | « PA00089238 », notice no PA00089238 | 48° 38′ 24″ nord, 3° 12′ 16″ ouest |       |
| Allée couverte de Coët Correc                                | Mûr-de-Bretagne             | Côtes-d'Armor        | Bretagne                   | classé         | « PA00089348 », notice no PA00089348 | 48° 13′ 21″ nord, 3° 01′ 08″ ouest |       |
| Allée couverte de l'Île-Grande                               | Pleumeur-Bodou              | Côtes-d'Armor        | Bretagne                   | classé         | « PA00089436 », notice no PA00089436 | 48° 48′ 11″ nord, 3° 34′ 19″ ouest |       |
| Château du Parc                                              | Saint-Jacut-du-Mené         | Côtes-d'Armor        | Bretagne                   | inscrit        | « PA00089633 », notice no PA00089633 | 48° 17′ 01″ nord, 2° 27′ 28″ ouest |       |
| Allée couverte et menhir de Prajou-Menhir                    | Trébeurden                  | Côtes-d'Armor        | Bretagne                   | classé         | « PA00089669 », notice no PA00089669 | 48° 47′ 42″ nord, 3° 33′ 53″ ouest |       |
| Ancien palais épiscopal                                      | Tréguier                    | Côtes-d'Armor        | Bretagne                   | classé         | « PA00089703 », notice no PA00089703 | 48° 47′ 17″ nord, 3° 13′ 53″ ouest |       |
| Chapelle des Sept-Saints                                     | Le Vieux-Marché             | Côtes-d'Armor        | Bretagne                   | classé         | « PA00089748 », notice no PA00089748 | 48° 37′ 58″ nord, 3° 25′ 26″ ouest |       |
| Manoir de La Gazaille                                        | Carsac-Aillac               | Dordogne             | Nouvelle-Aquitaine         | inscrit        | « PA00082438 », notice no PA00082438 | 44° 50′ 08″ nord, 1° 16′ 32″ est   |       |
| Maison Le Castelet                                           | Domme                       | Dordogne             | Nouvelle-Aquitaine         | inscrit        | « PA00082520 », notice no PA00082520 | 44° 48′ 03″ nord, 1° 12′ 51″ est   |       |
| Église Saint-Martial et abords                               | Paunat                      | Dordogne             | Nouvelle-Aquitaine         | classé         | « PA00082719 », notice no PA00082719 | 44° 54′ 18″ nord, 0° 51′ 32″ est   |       |
| Gisement préhistorique de la Madeleine                       | Tursac                      | Dordogne             | Nouvelle-Aquitaine         | classé         | « PA00083036 », notice no PA00083036 | 44° 58′ 05″ nord, 1° 01′ 45″ est   |       |
| Château de Belvoir                                           | Belvoir                     | Doubs                | Bourgogne-Franche-Comté    | inscrit        | « PA00101450 », notice no PA00101450 | 47° 19′ 03″ nord, 6° 36′ 10″ est   |       |
| Tour-clocher de Crépol                                       | Crépol                      | Drôme                | Auvergne-Rhône-Alpes       | classé         | « PA00116921 », notice no PA00116921 | 45° 10′ 27″ nord, 5° 04′ 20″ est   |       |
| Maison dite de Diane de Poitiers                             | Montélimar                  | Drôme                | Auvergne-Rhône-Alpes       | inscrit        | « PA00116991 », notice no PA00116991 | 44° 33′ 27″ nord, 4° 45′ 00″ est   |       |
| Église collégiale                                            | Saint-Donat-sur-l'Herbasse  | Drôme                | Auvergne-Rhône-Alpes       | inscrit        | « PA00117048 », notice no PA00117048 | 45° 07′ 26″ nord, 4° 58′ 57″ est   |       |
| Chapelle Saint-Didier                                        | Les Tourrettes              | Drôme                | Auvergne-Rhône-Alpes       | classé         | « PA00117079 », notice no PA00117079 | 44° 39′ 47″ nord, 4° 48′ 23″ est   |       |
| Abbaye Saint-Maurice de Carnoët                              | Clohars-Carnoët             | Finistère            | Bretagne                   | inscrit        | « PA00089879 », notice no PA00089879 | 47° 48′ 17″ nord, 3° 31′ 43″ ouest |       |
| Calvaire de Saint-Maudez                                     | Edern                       | Finistère            | Bretagne                   | inscrit        | « PA00089915 », notice no PA00089915 | 48° 06′ 50″ nord, 3° 59′ 07″ ouest |       |
| Fontaine et calvaire de Saint-Conval                         | Hanvec                      | Finistère            | Bretagne                   | inscrit        | « PA00090002 », notice no PA00090002 | 48° 19′ 16″ nord, 4° 05′ 29″ ouest |       |
| Chapelle Sainte-Martie-Madeleine de Penmarc'h                | Penmarc'h                   | Finistère            | Bretagne                   | classé         | « PA00090148 », notice no PA00090148 | 47° 49′ 32″ nord, 4° 19′ 23″ ouest |       |
| Cairn de Barnenez                                            | Plouezoc'h                  | Finistère            | Bretagne                   | classé         | « PA00090230 », notice no PA00090230 | 48° 40′ 03″ nord, 3° 51′ 31″ ouest |       |
| Lec'h de Kermenhir                                           | Plougasnou                  | Finistère            | Bretagne                   | inscrit        | « PA00090233 », notice no PA00090233 | 48° 42′ 10″ nord, 3° 48′ 15″ ouest |       |
| Lec'h de Kermouster                                          | Plougasnou                  | Finistère            | Bretagne                   | inscrit        | « PA00090234 », notice no PA00090234 | 48° 38′ 50″ nord, 3° 48′ 19″ ouest |       |
| Menhir de Traon-Bihan                                        | Plougasnou                  | Finistère            | Bretagne                   | inscrit        | « PA00090237 », notice no PA00090237 | 48° 41′ 46″ nord, 3° 48′ 56″ ouest |       |
| Stèle de Croas ar Peulven dite borne milliaire de Quillidien | Plouigneau                  | Finistère            | Bretagne                   | inscrit        | « PA00090254 », notice no PA00090254 | 48° 34′ 17″ nord, 3° 40′ 51″ ouest |       |
| Maison                                                       | Quimper                     | Finistère            | Bretagne                   | inscrit        | « PA00090341 », notice no PA00090341 | 47° 59′ 50″ nord, 4° 06′ 11″ ouest |       |
| Maison                                                       | Quimper                     | Finistère            | Bretagne                   | inscrit        | « PA00090343 », notice no PA00090343 | 47° 59′ 49″ nord, 4° 06′ 12″ ouest |       |
| Maison                                                       | Quimper                     | Finistère            | Bretagne                   | inscrit        | « PA00090344 », notice no PA00090344 | 47° 59′ 48″ nord, 4° 06′ 15″ ouest |       |
| Maison                                                       | Quimper                     | Finistère            | Bretagne                   | inscrit        | « PA00090346 », notice no PA00090346 | 47° 59′ 48″ nord, 4° 06′ 17″ ouest |       |
| Maison                                                       | Quimper                     | Finistère            | Bretagne                   | classé         | « PA00090348 », notice no PA00090348 | 47° 59′ 48″ nord, 4° 06′ 18″ ouest |       |
| Maison                                                       | Quimper                     | Finistère            | Bretagne                   | inscrit        | « PA00090352 », notice no PA00090352 | 47° 59′ 49″ nord, 4° 06′ 12″ ouest |       |
| Maison                                                       | Quimper                     | Finistère            | Bretagne                   | inscrit        | « PA00090354 », notice no PA00090354 | 47° 59′ 49″ nord, 4° 06′ 13″ ouest |       |
| Maison                                                       | Quimper                     | Finistère            | Bretagne                   | inscrit        | « PA00090355 », notice no PA00090355 | 47° 59′ 49″ nord, 4° 06′ 12″ ouest |       |
| Maison                                                       | Quimper                     | Finistère            | Bretagne                   | inscrit        | « PA00090371 », notice no PA00090371 | 47° 59′ 44″ nord, 4° 06′ 25″ ouest |       |
| Maison                                                       | Quimper                     | Finistère            | Bretagne                   | inscrit        | « PA00090372 », notice no PA00090372 | 47° 59′ 43″ nord, 4° 06′ 27″ ouest |       |
| Maison                                                       | Quimper                     | Finistère            | Bretagne                   | inscrit        | « PA00090342 », notice no PA00090342 | 47° 59′ 49″ nord, 4° 06′ 12″ ouest |       |
| Maison                                                       | Quimper                     | Finistère            | Bretagne                   | inscrit        | « PA00090356 », notice no PA00090356 | 47° 59′ 49″ nord, 4° 06′ 13″ ouest |       |
| Maison                                                       | Quimper                     | Finistère            | Bretagne                   | inscrit        | « PA00090365 », notice no PA00090365 | 47° 59′ 45″ nord, 4° 06′ 15″ ouest |       |
| Maison                                                       | Quimper                     | Finistère            | Bretagne                   | inscrit        | « PA00090369 », notice no PA00090369 | 47° 59′ 44″ nord, 4° 06′ 24″ ouest |       |
| Maison                                                       | Quimper                     | Finistère            | Bretagne                   | inscrit        | « PA00090370 », notice no PA00090370 | 47° 59′ 44″ nord, 4° 06′ 25″ ouest |       |
| Maison                                                       | Quimper                     | Finistère            | Bretagne                   | inscrit        | « PA00090339 », notice no PA00090339 | 47° 59′ 49″ nord, 4° 06′ 12″ ouest |       |
| Maison                                                       | Quimper                     | Finistère            | Bretagne                   | inscrit        | « PA00090353 », notice no PA00090353 | 47° 59′ 49″ nord, 4° 06′ 12″ ouest |       |
| Maison                                                       | Quimper                     | Finistère            | Bretagne                   | inscrit        | « PA00090363 », notice no PA00090363 | 47° 59′ 45″ nord, 4° 06′ 15″ ouest |       |
| Maison                                                       | Quimper                     | Finistère            | Bretagne                   | inscrit        | « PA00090364 », notice no PA00090364 | 47° 59′ 45″ nord, 4° 06′ 15″ ouest |       |
| Maison                                                       | Quimper                     | Finistère            | Bretagne                   | inscrit        | « PA00090368 », notice no PA00090368 | 47° 59′ 44″ nord, 4° 06′ 24″ ouest |       |
| Maison                                                       | Quimper                     | Finistère            | Bretagne                   | inscrit        | « PA00090340 », notice no PA00090340 | 47° 59′ 49″ nord, 4° 06′ 11″ ouest |       |
| Maison                                                       | Quimper                     | Finistère            | Bretagne                   | inscrit        | « PA00090366 », notice no PA00090366 | 47° 59′ 46″ nord, 4° 06′ 15″ ouest |       |
| Maison                                                       | Quimper                     | Finistère            | Bretagne                   | inscrit        | « PA00090367 », notice no PA00090367 | 47° 59′ 44″ nord, 4° 06′ 23″ ouest |       |
| Maison                                                       | Quimper                     | Finistère            | Bretagne                   | inscrit        | « PA00090373 », notice no PA00090373 | 47° 59′ 48″ nord, 4° 06′ 13″ ouest |       |
| Maison                                                       | Quimper                     | Finistère            | Bretagne                   | inscrit        | « PA00090375 », notice no PA00090375 | 47° 59′ 44″ nord, 4° 06′ 22″ ouest |       |
| Maison                                                       | Quimper                     | Finistère            | Bretagne                   | inscrit        | « PA00090347 », notice no PA00090347 | 47° 59′ 48″ nord, 4° 06′ 17″ ouest |       |
| Maison                                                       | Quimper                     | Finistère            | Bretagne                   | inscrit        | « PA00090357 », notice no PA00090357 | 47° 59′ 50″ nord, 4° 06′ 12″ ouest |       |
| Maison                                                       | Quimper                     | Finistère            | Bretagne                   | inscrit        | « PA00090362 », notice no PA00090362 | 47° 59′ 45″ nord, 4° 06′ 15″ ouest |       |
| Château de Montfrin                                          | Montfrin                    | Gard                 | Occitanie                  | inscrit        | « PA00103083 », notice no PA00103083 | 43° 52′ 38″ nord, 4° 35′ 38″ est   |       |
| Maison Poch                                                  | Sauve                       | Gard                 | Occitanie                  | inscrit        | « PA00103235 », notice no PA00103235 | 43° 56′ 13″ nord, 3° 56′ 51″ est   |       |
| Église Saint-Pierre de Bruges                                | Bruges                      | Gironde              | Nouvelle-Aquitaine         | inscrit        | « PA00083493 », notice no PA00083493 | 44° 53′ 02″ nord, 0° 36′ 43″ ouest |       |
| Château de Cadillac                                          | Cadillac                    | Gironde              | Nouvelle-Aquitaine         | classé         | « PA00083500 », notice no PA00083500 | 44° 38′ 17″ nord, 0° 19′ 14″ ouest |       |
| Fort Médoc                                                   | Cussac-Fort-Médoc           | Gironde              | Nouvelle-Aquitaine         | classé         | « PA00083534 », notice no PA00083534 | 45° 06′ 41″ nord, 0° 42′ 08″ ouest |       |
| Puits Henri IV de Guîtres                                    | Guîtres                     | Gironde              | Nouvelle-Aquitaine         | inscrit        | « PA00083569 », notice no PA00083569 | 45° 02′ 26″ nord, 0° 11′ 14″ ouest |       |
| Château de Meywihr                                           | Ammerschwihr                | Haut-Rhin            | Grand Est                  | inscrit        | « PA00085324 », notice no PA00085324 | 48° 07′ 21″ nord, 7° 16′ 52″ est   |       |
| Brèche du Picon                                              | Gourdan-Polignan            | Haute-Garonne        | Occitanie                  | classé         | « PA00094344 », notice no PA00094344 | 43° 04′ 03″ nord, 0° 34′ 45″ est   |       |
| Remparts gallo-romains de Saint-Bertrand-de-Comminges        | Saint-Bertrand-de-Comminges | Haute-Garonne        | Occitanie                  | inscrit        | « PA00094449 », notice no PA00094449 | 43° 01′ 40″ nord, 0° 34′ 17″ est   |       |
| Église Saint-Pierre                                          | Saint-Pé-d'Ardet            | Haute-Garonne        | Occitanie                  | inscrit        | « PA00094473 », notice no PA00094473 | 42° 59′ 01″ nord, 0° 40′ 10″ est   |       |
| Église Saint-Pierre des Chartreux de Toulouse                | Toulouse                    | Haute-Garonne        | Occitanie                  | classé         | « PA00094503 », notice no PA00094503 | 43° 36′ 16″ nord, 1° 26′ 11″ est   |       |
| Église du Calvaire de Toulouse                               | Toulouse                    | Haute-Garonne        | Occitanie                  | inscrit        | « PA00094516 », notice no PA00094516 | 43° 35′ 02″ nord, 1° 26′ 43″ est   |       |
| Maison du Doyenné                                            | Brioude                     | Haute-Loire          | Auvergne-Rhône-Alpes       | classé         | « PA00092616 », notice no PA00092616 | 45° 17′ 37″ nord, 3° 23′ 08″ est   |       |
| Église Saint-Géraud de Lempdes-sur-Allagnon                  | Lempdes-sur-Allagnon        | Haute-Loire          | Auvergne-Rhône-Alpes       | inscrit        | « PA00092693 », notice no PA00092693 | 45° 23′ 07″ nord, 3° 16′ 08″ est   |       |
| Halle de Lempdes-sur-Allagnon                                | Lempdes-sur-Allagnon        | Haute-Loire          | Auvergne-Rhône-Alpes       | inscrit        | « PA00092694 », notice no PA00092694 | 45° 23′ 07″ nord, 3° 16′ 10″ est   |       |
| Salle de café de style Directoire                            | Le Puy-en-Velay             | Haute-Loire          | Auvergne-Rhône-Alpes       | inscrit        | « PA00092809 », notice no PA00092809 | 45° 02′ 35″ nord, 3° 52′ 50″ est   |       |
| Abbaye d'Auberive                                            | Auberive                    | Haute-Marne          | Grand Est                  | classé         | « PA00078942 », notice no PA00078942 | 47° 47′ 19″ nord, 5° 03′ 39″ est   |       |
| Château de Lastours                                          | Rilhac-Lastours             | Haute-Vienne         | Nouvelle-Aquitaine         | inscrit        | « PA00100425 », notice no PA00100425 | 45° 38′ 59″ nord, 1° 07′ 17″ est   |       |
| Chapelle Notre-Dame-de-Roumé                                 | Cieutat                     | Hautes-Pyrénées      | Occitanie                  | inscrit        | « PA00095369 », notice no PA00095369 | 43° 06′ 42″ nord, 0° 12′ 38″ est   |       |
| Abbatiale Notre-Dame-de-l'Assomption de Saint-Savin          | Saint-Savin                 | Hautes-Pyrénées      | Occitanie                  | classé         | « PA00095415 », notice no PA00095415 | 42° 58′ 54″ nord, 0° 05′ 28″ ouest |       |
| Château Laboissière                                          | Fontenay-aux-Roses          | Hauts-de-Seine       | Île-de-France              | inscrit        | « PA00088108 », notice no PA00088108 | 48° 47′ 31″ nord, 2° 17′ 17″ est   |       |
| Dolmens de Toucou                                            | Octon                       | Hérault              | Occitanie                  | classé         | « PA00103621 », notice no PA00103621 | 43° 40′ 20″ nord, 3° 17′ 58″ est   |       |
| Église Saint-André de Chavin                                 | Chavin                      | Indre                | Centre-Val de Loire        | inscrit        | « PA00097318 », notice no PA00097318 | 46° 33′ 40″ nord, 1° 36′ 41″ est   |       |
| Église Sainte-Colombe de Clion                               | Clion                       | Indre                | Centre-Val de Loire        | inscrit        | « PA00097325 », notice no PA00097325 | 46° 56′ 30″ nord, 1° 13′ 59″ est   |       |
| Pyramide de Genillé                                          | Ferrière-sur-Beaulieu       | Indre-et-Loire       | Centre-Val de Loire        | inscrit        | « PA00097753 », notice no PA00097753 | 47° 09′ 27″ nord, 1° 03′ 32″ est   |       |
| Pyramide de Montaigu                                         | Ferrière-sur-Beaulieu       | Indre-et-Loire       | Centre-Val de Loire        | inscrit        | « PA00097754 », notice no PA00097754 | 47° 09′ 03″ nord, 1° 04′ 15″ est   |       |
| Pyramide des Chartreux                                       | Sennevières                 | Indre-et-Loire       | Centre-Val de Loire        | inscrit        | « PA00098111 », notice no PA00098111 | 47° 08′ 00″ nord, 1° 05′ 42″ est   |       |
| Maison - Balcon en fer forgé                                 | Bourgoin-Jallieu            | Isère                | Auvergne-Rhône-Alpes       | inscrit        | « PA00117126 », notice no PA00117126 | 45° 35′ 07″ nord, 5° 16′ 36″ est   |       |
| Église Saint-Germain de Boësses                              | Boësses                     | Loiret               | Centre-Val de Loire        | classé         | « PA00098711 », notice no PA00098711 | 48° 09′ 11″ nord, 2° 26′ 54″ est   |       |
| Château de l'Ardoise                                         | Pithiviers                  | Loiret               | Centre-Val de Loire        | inscrit        | « PA00098987 », notice no PA00098987 | 48° 10′ 20″ nord, 2° 15′ 28″ est   |       |
| Église Saint-Martin                                          | Tollevast                   | Manche               | Normandie                  | classé         | « PA00110619 », notice no PA00110619 | 49° 34′ 29″ nord, 1° 37′ 42″ ouest |       |
| Château d'Étoges                                             | Étoges                      | Marne                | Grand Est                  | inscrit        | « PA00078705 », notice no PA00078705 | 48° 52′ 54″ nord, 3° 51′ 05″ est   |       |
| Église Saint-Pierre-et-Saint-Paul de Chantrigné              | Chantrigné                  | Mayenne              | Pays de la Loire           | inscrit        | « PA00109479 », notice no PA00109479 | 48° 24′ 54″ nord, 0° 34′ 06″ ouest |       |
| Immeuble                                                     | Nancy                       | Meurthe-et-Moselle   | Grand Est                  | inscrit        | « PA00106131 », notice no PA00106131 | 48° 41′ 36″ nord, 6° 11′ 09″ est   |       |
| Remparts de Vannes                                           | Vannes                      | Morbihan             | Bretagne                   | classé         | « PA00091806 », notice no PA00091806 | 47° 39′ 30″ nord, 2° 45′ 19″ ouest |       |
| Maison du Sabotier                                           | La Charité-sur-Loire        | Nièvre               | Bourgogne-Franche-Comté    | inscrit        | « PA00112838 », notice no PA00112838 | 47° 10′ 38″ nord, 3° 01′ 00″ est   |       |
| Église Saint-Martin de Mastaing                              | Mastaing                    | Nord                 | Hauts-de-France            | inscrit        | « PA00107744 », notice no PA00107744 | 50° 18′ 23″ nord, 3° 18′ 03″ est   |       |
| Château de Trie                                              | Trie-Château                | Oise                 | Hauts-de-France            | inscrit        | « PA00114925 », notice no PA00114925 | 49° 17′ 06″ nord, 1° 49′ 17″ est   |       |
| Hôtel de Vitry                                               | 3e arrondissement de Paris  | Paris                | Île-de-France              | classé         | « PA00086163 », notice no PA00086163 | 48° 51′ 22″ nord, 2° 22′ 00″ est   |       |
| Hôtel de l'Escalopier                                        | 3e arrondissement de Paris  | Paris                | Île-de-France              | classé         | « PA00086130 », notice no PA00086130 | 48° 51′ 23″ nord, 2° 21′ 57″ est   |       |
| Hôtel de Tresmes                                             | 3e arrondissement de Paris  | Paris                | Île-de-France              | classé         | « PA00086159 », notice no PA00086159 | 48° 51′ 22″ nord, 2° 21′ 59″ est   |       |
| Hôtel Dyel des Hameaux                                       | 4e arrondissement de Paris  | Paris                | Île-de-France              | classé         | « PA00086287 », notice no PA00086287 | 48° 51′ 21″ nord, 2° 21′ 51″ est   |       |
| Immeuble                                                     | 4e arrondissement de Paris  | Paris                | Île-de-France              | classé         | « PA00086464 », notice no PA00086464 | 48° 51′ 17″ nord, 2° 21′ 56″ est   |       |
| Immeuble                                                     | 4e arrondissement de Paris  | Paris                | Île-de-France              | inscrit        | « PA00086348 », notice no PA00086348 | 48° 51′ 18″ nord, 2° 21′ 15″ est   |       |
| Pavillon du Roi                                              | 4e arrondissement de Paris  | Paris                | Île-de-France              | classé         | « PA00086473 », notice no PA00086473 | 48° 51′ 18″ nord, 2° 21′ 55″ est   |       |
| Couvent des Petits Augustins                                 | 6e arrondissement de Paris  | Paris                | Île-de-France              | classé         | « PA00088507 », notice no PA00088507 | 48° 51′ 24″ nord, 2° 20′ 04″ est   |       |
| Hôtel Renan-Scheffer (actuel Musée de la vie romantique)     | 9e arrondissement de Paris  | Paris                | Île-de-France              | inscrit        | « PA00088936 », notice no PA00088936 | 48° 52′ 51″ nord, 2° 20′ 00″ est   |       |
| Hôtel de ville d'Aigueperse                                  | Aigueperse                  | Puy-de-Dôme          | Auvergne-Rhône-Alpes       | inscrit        | « PA00091851 », notice no PA00091851 | 46° 01′ 26″ nord, 3° 12′ 13″ est   |       |
| Église Saint-Julien de Jussat                                | Randan                      | Puy-de-Dôme          | Auvergne-Rhône-Alpes       | inscrit        | « PA00092257 », notice no PA00092257 | 45° 59′ 59″ nord, 3° 20′ 55″ est   |       |
| Fontaine de Vic-le-Comte                                     | Vic-le-Comte                | Puy-de-Dôme          | Auvergne-Rhône-Alpes       | inscrit        | « PA00092462 », notice no PA00092462 | 45° 38′ 37″ nord, 3° 14′ 46″ est   |       |
| Église Saint-Mary de Colamine                                | Vodable                     | Puy-de-Dôme          | Auvergne-Rhône-Alpes       | inscrit        | « PA00092471 », notice no PA00092471 | 45° 30′ 01″ nord, 3° 08′ 06″ est   |       |
| Cromlechs d'Ascain                                           | Ascain                      | Pyrénées-Atlantiques | Nouvelle-Aquitaine         | classé         | « PA00084321 », notice no PA00084321 | 43° 19′ 00″ nord, 1° 37′ 26″ ouest |       |
| Cromlechs d'Ilarrita                                         | Lecumberry                  | Pyrénées-Atlantiques | Nouvelle-Aquitaine         | classé         | « PA00084430 », notice no PA00084430 | 43° 02′ 32″ nord, 1° 06′ 36″ ouest |       |
| Château de Pujols                                            | Argelès-sur-Mer             | Pyrénées-Orientales  | Occitanie                  | inscrit        | « PA00103948 », notice no PA00103948 | 42° 33′ 26″ nord, 3° 01′ 36″ est   |       |
| Église du Vieux-Saint-Jean                                   | Perpignan                   | Pyrénées-Orientales  | Occitanie                  | inscrit        | « PA00104076 », notice no PA00104076 | 42° 42′ 03″ nord, 2° 53′ 48″ est   |       |
| Cercle de pierres de Séez                                    | Séez                        | Savoie               | Auvergne-Rhône-Alpes       | classé         | « PA00118307 », notice no PA00118307 | 45° 40′ 50″ nord, 6° 53′ 01″ est   |       |
| Maison                                                       | Lagny-sur-Marne             | Seine-et-Marne       | Île-de-France              | inscrit        | « PA00087051 », notice no PA00087051 | 48° 52′ 40″ nord, 2° 42′ 18″ est   |       |
| Maison                                                       | Rouen                       | Seine-Maritime       | Normandie                  | inscrit        | « PA00100931 », notice no PA00100931 | 49° 26′ 42″ nord, 1° 05′ 14″ est   |       |
| Maison                                                       | Rouen                       | Seine-Maritime       | Normandie                  | inscrit        | « PA00100978 », notice no PA00100978 | 49° 26′ 22″ nord, 1° 05′ 52″ est   |       |
| Maison                                                       | Rouen                       | Seine-Maritime       | Normandie                  | inscrit        | « PA00100974 », notice no PA00100974 | 49° 26′ 22″ nord, 1° 05′ 51″ est   |       |
| Maison                                                       | Rouen                       | Seine-Maritime       | Normandie                  | inscrit        | « PA00100977 », notice no PA00100977 | 49° 26′ 22″ nord, 1° 05′ 52″ est   |       |
| Maison                                                       | Rouen                       | Seine-Maritime       | Normandie                  | inscrit        | « PA00100985 », notice no PA00100985 | 49° 26′ 23″ nord, 1° 05′ 57″ est   |       |
| Maison                                                       | Rouen                       | Seine-Maritime       | Normandie                  | inscrit        | « PA00100991 », notice no PA00100991 | 49° 26′ 24″ nord, 1° 05′ 55″ est   |       |
| Maison                                                       | Rouen                       | Seine-Maritime       | Normandie                  | inscrit        | « PA00100997 », notice no PA00100997 | 49° 26′ 24″ nord, 1° 05′ 53″ est   |       |
| Maison                                                       | Rouen                       | Seine-Maritime       | Normandie                  | inscrit        | « PA00101120 », notice no PA00101120 | 49° 26′ 23″ nord, 1° 05′ 58″ est   |       |
| Maison                                                       | Rouen                       | Seine-Maritime       | Normandie                  | inscrit        | « PA00100979 », notice no PA00100979 | 49° 26′ 22″ nord, 1° 05′ 52″ est   |       |
| Maison                                                       | Rouen                       | Seine-Maritime       | Normandie                  | inscrit        | « PA00100981 », notice no PA00100981 | 49° 26′ 23″ nord, 1° 05′ 58″ est   |       |
| Maison                                                       | Rouen                       | Seine-Maritime       | Normandie                  | inscrit        | « PA00100990 », notice no PA00100990 | 49° 26′ 24″ nord, 1° 05′ 55″ est   |       |
| Maisons                                                      | Rouen                       | Seine-Maritime       | Normandie                  | inscrit        | « PA00100995 », notice no PA00100995 | 49° 26′ 24″ nord, 1° 05′ 54″ est   |       |
| Maison                                                       | Rouen                       | Seine-Maritime       | Normandie                  | inscrit        | « PA00100996 », notice no PA00100996 | 49° 26′ 24″ nord, 1° 05′ 53″ est   |       |
| Maison                                                       | Rouen                       | Seine-Maritime       | Normandie                  | inscrit        | « PA00100972 », notice no PA00100972 | 49° 26′ 21″ nord, 1° 05′ 51″ est   |       |
| Maison                                                       | Rouen                       | Seine-Maritime       | Normandie                  | inscrit        | « PA00100975 », notice no PA00100975 | 49° 26′ 22″ nord, 1° 05′ 52″ est   |       |
| Maison                                                       | Rouen                       | Seine-Maritime       | Normandie                  | inscrit        | « PA00100980 », notice no PA00100980 | 49° 26′ 22″ nord, 1° 05′ 52″ est   |       |
| Maison                                                       | Rouen                       | Seine-Maritime       | Normandie                  | inscrit        | « PA00100982 », notice no PA00100982 | 49° 26′ 23″ nord, 1° 05′ 58″ est   |       |
| Maison                                                       | Rouen                       | Seine-Maritime       | Normandie                  | inscrit        | « PA00100986 », notice no PA00100986 | 49° 26′ 23″ nord, 1° 05′ 57″ est   |       |
| Maison                                                       | Rouen                       | Seine-Maritime       | Normandie                  | inscrit        | « PA00100988 », notice no PA00100988 | 49° 26′ 24″ nord, 1° 05′ 56″ est   |       |
| Maison                                                       | Rouen                       | Seine-Maritime       | Normandie                  | inscrit        | « PA00100989 », notice no PA00100989 | 49° 26′ 24″ nord, 1° 05′ 56″ est   |       |
| Maison                                                       | Rouen                       | Seine-Maritime       | Normandie                  | inscrit        | « PA00100993 », notice no PA00100993 | 49° 26′ 24″ nord, 1° 05′ 55″ est   |       |
| Maisons                                                      | Rouen                       | Seine-Maritime       | Normandie                  | inscrit        | « PA00100973 », notice no PA00100973 | 49° 26′ 21″ nord, 1° 05′ 51″ est   |       |
| Maison                                                       | Rouen                       | Seine-Maritime       | Normandie                  | inscrit        | « PA00100976 », notice no PA00100976 | 49° 26′ 22″ nord, 1° 05′ 51″ est   |       |
| Maison                                                       | Rouen                       | Seine-Maritime       | Normandie                  | inscrit        | « PA00100987 », notice no PA00100987 | 49° 26′ 23″ nord, 1° 05′ 57″ est   |       |
| Maison                                                       | Rouen                       | Seine-Maritime       | Normandie                  | inscrit        | « PA00100992 », notice no PA00100992 | 49° 26′ 24″ nord, 1° 05′ 55″ est   |       |
| Maison                                                       | Rouen                       | Seine-Maritime       | Normandie                  | inscrit        | « PA00100994 », notice no PA00100994 | 49° 26′ 24″ nord, 1° 05′ 54″ est   |       |
| Immeuble Desbordes                                           | Auvillar                    | Tarn-et-Garonne      | Occitanie                  | inscrit        | « PA00095681 », notice no PA00095681 | 44° 04′ 14″ nord, 0° 53′ 57″ est   |       |
| Collégiale Saint-Martin de Montpezat-de-Quercy               | Montpezat-de-Quercy         | Tarn-et-Garonne      | Occitanie                  | inscrit        | « PA00095838 », notice no PA00095838 | 44° 14′ 12″ nord, 1° 28′ 46″ est   |       |
| Hôtel de Brancas de Rochefort                                | Avignon                     | Vaucluse             | Provence-Alpes-Côte d'Azur | inscrit        | « PA00081852 », notice no PA00081852 | 43° 56′ 54″ nord, 4° 48′ 12″ est   |       |
| Aumône générale                                              | Avignon                     | Vaucluse             | Provence-Alpes-Côte d'Azur | inscrit        | « PA00081813 », notice no PA00081813 | 43° 56′ 42″ nord, 4° 48′ 34″ est   |       |
| Église Saint-Nicolas de Saint-Nicolas-de-Brem                | Brem-sur-Mer                | Vendée               | Pays de la Loire           | classé         | « PA00110057 », notice no PA00110057 | 46° 36′ 36″ nord, 1° 50′ 27″ ouest |       |
| Église Saint-Benoît de Saint-Benoist-sur-Mer                 | Saint-Benoist-sur-Mer       | Vendée               | Pays de la Loire           | inscrit        | « PA00110227 », notice no PA00110227 | 46° 25′ 27″ nord, 1° 21′ 12″ ouest |       |
| Château des Chassenon                                        | Xanton-Chassenon            | Vendée               | Pays de la Loire           | classé         | « PA00110290 », notice no PA00110290 | 46° 28′ 41″ nord, 0° 42′ 06″ ouest |       |
| Immeuble                                                     | Poitiers                    | Vienne               | Nouvelle-Aquitaine         | inscrit        | « PA00105624 », notice no PA00105624 | 46° 34′ 41″ nord, 0° 20′ 13″ est   |       |
| Immeuble                                                     | Poitiers                    | Vienne               | Nouvelle-Aquitaine         | inscrit        | « PA00105628 », notice no PA00105628 | 46° 34′ 38″ nord, 0° 20′ 24″ est   |       |
| Pierre-Levée de Maisonneuve                                  | La Roche-Rigault            | Vienne               | Nouvelle-Aquitaine         | classé         | « PA00105673 », notice no PA00105673 | 46° 57′ 31″ nord, 0° 08′ 11″ est   |       |
| Dolmen de Chantebrault                                       | Saint-Laon                  | Vienne               | Nouvelle-Aquitaine         | classé         | « PA00105693 », notice no PA00105693 | 46° 57′ 35″ nord, 0° 01′ 34″ ouest |       |
| Dolmen de Vaon                                               | Les Trois-Moutiers          | Vienne               | Nouvelle-Aquitaine         | classé         | « PA00105745 », notice no PA00105745 | 47° 03′ 41″ nord, 0° 00′ 06″ est   |       |